# Lijst van winnaars van de prijs voor beste actrice op het Filmfestival van Cannes
Dit is een lijst van winnaars van de prijs voor beste actrice (Frans: Prix d'interprétation féminine) die jaarlijks wordt uitgereikt op het Filmfestival van Cannes. De winnaar wordt gekozen door de officiële filmjury. De eerste maal dat deze prijs werd uitgereikt was in 1946.

## Winnaars
| Jaar                | Actrice                                                                           | Film                                                  |
| ------------------- | --------------------------------------------------------------------------------- | ----------------------------------------------------- |
| 1946 (1ste editie)  | Michèle Morgan                                                                    | La Symphonie pastorale                                |
| 1947 (2de editie)   | niet toegekend                                                                    | niet toegekend                                        |
| 1948                | geen festival gehouden                                                            | geen festival gehouden                                |
| 1949 (3de editie)   | Isa Miranda                                                                       | Le mura di Malapaga                                   |
| 1950                | geen festival gehouden                                                            | geen festival gehouden                                |
| 1951 (4de editie)   | Bette Davis                                                                       | All About Eve                                         |
| 1952 (5de editie)   | Lee Grant                                                                         | Detective Story                                       |
| 1953 (6de editie)   | niet toegekend                                                                    | niet toegekend                                        |
| 1954 (7de editie)   | niet toegekend                                                                    | niet toegekend                                        |
| 1955 (8ste editie)  | gehele cast                                                                       | Bolsjaja Semja                                        |
| 1956 (9de editie)   | Susan Hayward                                                                     | I'll Cry Tomorrow                                     |
| 1957 (10de editie)  | Giulietta Masina                                                                  | Le notti di Cabiria                                   |
| 1958 (11de editie)  | Bibi Andersson Eva Dahlbeck Barbro Hiort af Ornäs Ingrid Thulin                   | Nära livet                                            |
| 1959 (12de editie)  | Simone Signoret                                                                   | Room at the Top                                       |
| 1960 (13de editie)  | Melina Mercouri                                                                   | Never on Sunday                                       |
| 1960 (13de editie)  | Jeanne Moreau                                                                     | Moderato cantabile                                    |
| 1961 (14de editie)  | Sophia Loren                                                                      | La ciociara                                           |
| 1962 (15de editie)  | Rita Tushingham                                                                   | A Taste of Honey                                      |
| 1962 (15de editie)  | Katharine Hepburn                                                                 | Long Day's Journey into Night                         |
| 1963 (16de editie)  | Marina Vlady                                                                      | L'ape Regina                                          |
| 1964 (17de editie)  | Anne Bancroft                                                                     | The Pumpkin Eater                                     |
| 1964 (17de editie)  | Barbara Barrie                                                                    | One Potato, Two Potato                                |
| 1965 (18de editie)  | Samantha Eggar                                                                    | The Collector                                         |
| 1966 (19de editie)  | Vanessa Redgrave                                                                  | Morgan!                                               |
| 1967 (20ste editie) | Pia Degermark                                                                     | Elvira Madigan                                        |
| 1968 (21ste editie) | festival onderbroken vanwege Parijse studentenrevolte                             | festival onderbroken vanwege Parijse studentenrevolte |
| 1969 (22ste editie) | Vanessa Redgrave                                                                  | Isadora                                               |
| 1970 (23ste editie) | Ottavia Piccolo                                                                   | Metello                                               |
| 1971 (24ste editie) | Kitty Winn                                                                        | The Panic in Needle Park                              |
| 1972 (25ste editie) | Susannah York                                                                     | Images                                                |
| 1973 (26ste editie) | Joanne Woodward                                                                   | The Effect of Gamma Rays on Man-in-the-Moon Marigolds |
| 1974 (27ste editie) | Marie-José Nat                                                                    | Les Violons du bal                                    |
| 1975 (28ste editie) | Valerie Perrine                                                                   | Lenny                                                 |
| 1976 (29ste editie) | Dominique Sanda                                                                   | L'eredità Ferramonti                                  |
| 1976 (29ste editie) | Mari Töröcsik                                                                     | Déryné, hol van?                                      |
| 1977 (30ste editie) | Monique Mercure                                                                   | J.A. Martin photographe                               |
| 1977 (30ste editie) | 3 Women                                                                           | Shelley Duvall                                        |
| 1978 (31ste editie) | Isabelle Huppert                                                                  | Violette Nozière                                      |
| 1978 (31ste editie) | Jill Clayburgh                                                                    | An Unmarried Woman                                    |
| 1979 (32ste editie) | Sally Field                                                                       | Norma Rae                                             |
| 1980 (33ste editie) | Anouk Aimée                                                                       | Salto nel vuoto                                       |
| 1981 (34ste editie) | Isabelle Adjani                                                                   | Quartet                                               |
| 1981 (34ste editie) | Isabelle Adjani                                                                   | Possession                                            |
| 1982 (35ste editie) | Jadwiga Jankowska-Cieslak                                                         | Another Way                                           |
| 1983 (36ste editie) | Hanna Schygulla                                                                   | Storia di Piera                                       |
| 1984 (37ste editie) | Helen Mirren                                                                      | Cal                                                   |
| 1985 (38ste editie) | Norma Aleandro                                                                    | La historia oficial                                   |
| 1985 (38ste editie) | Cher                                                                              | Mask                                                  |
| 1986 (39ste editie) | Fernanda Torres                                                                   | Eu Sei Que Vou Te Amar                                |
| 1986 (39ste editie) | Barbara Sukowa                                                                    | Die Geduld der Rosa Luxemburg                         |
| 1987 (40ste editie) | Barbara Hershey                                                                   | Shy People                                            |
| 1988 (41ste editie) | Linda Mvusi Jodhi May Barbara Hershey                                             | A World Apart                                         |
| 1989 (42ste editie) | Meryl Streep                                                                      | A Cry in the Dark                                     |
| 1990 (43ste editie) | Krystyna Janda                                                                    | Przesluchanie                                         |
| 1991 (44ste editie) | Irène Jacob                                                                       | La double vie de Véronique                            |
| 1992 (45ste editie) | Pernilla August                                                                   | Den goda viljan                                       |
| 1993 (46ste editie) | Holly Hunter                                                                      | The Piano                                             |
| 1994 (47ste editie) | Virna Lisi                                                                        | La reine Margot                                       |
| 1995 (48ste editie) | Helen Mirren                                                                      | The Madness of King George                            |
| 1996 (49ste editie) | Brenda Blethyn                                                                    | Secrets & Lies                                        |
| 1997 (50ste editie) | Kathy Burke                                                                       | Nil by Mouth                                          |
| 1998 (51ste editie) | Élodie Bouchez Natacha Régnier                                                    | La vie rêvée des anges                                |
| 1999 (52ste editie) | Émilie Dequenne                                                                   | Rosetta                                               |
| 1999 (52ste editie) | Séverine Caneele                                                                  | Humanité                                              |
| 2000 (53ste editie) | Björk Guðmundsdóttir                                                              | Dancer in the Dark                                    |
| 2001 (54ste editie) | Isabelle Huppert                                                                  | La pianiste                                           |
| 2002 (55ste editie) | Kati Outinen                                                                      | Mies vailla menneisyyttä                              |
| 2003 (56ste editie) | Marie-Josée Croze                                                                 | Les invasions barbares                                |
| 2004 (57ste editie) | Maggie Cheung                                                                     | Clean                                                 |
| 2005 (58ste editie) | Hanna Laslo                                                                       | Free Zone                                             |
| 2006 (59ste editie) | Penélope Cruz Carmen Maura Lola Dueñas Blanca Portillo Yohana Cobo Chus Lampreave | Volver                                                |
| 2007 (60ste editie) | Jeon Do-yeon                                                                      | Secret Sunshine                                       |
| 2008 (61ste editie) | Sandra Corveloni                                                                  | Linha de Passe                                        |
| 2009 (62ste editie) | Charlotte Gainsbourg                                                              | Antichrist                                            |
| 2010 (63ste editie) | Juliette Binoche                                                                  | Copie Conforme                                        |
| 2011 (64ste editie) | Kirsten Dunst                                                                     | Melancholia                                           |
| 2012 (65ste editie) | Cristina Flutur Cosmina Stratan                                                   | După dealuri                                          |
| 2013 (66ste editie) | Bérénice Bejo                                                                     | Le Passé                                              |
| 2014 (67ste editie) | Julianne Moore                                                                    | Maps to the Stars                                     |
| 2015 (68ste editie) | Emmanuelle Bercot                                                                 | Mon roi                                               |
| 2015 (68ste editie) | Rooney Mara                                                                       | Carol                                                 |
| 2016 (69ste editie) | Jaclyn Jose                                                                       | Ma' Rosa                                              |
| 2017 (70ste editie) | Diane Kruger                                                                      | Aus dem Nichts                                        |
| 2018 (71ste editie) | Samal Yeslyamova                                                                  | Ayka                                                  |
| 2019 (72ste editie) | Emily Beecham                                                                     | Little Joe                                            |
| 2020 (73ste editie) | Geen competitie vanwege COVID-19-pandemie                                         | Geen competitie vanwege COVID-19-pandemie             |
| 2021 (74ste editie) | Renate Reinsve                                                                    | Verdens verste menneske                               |
| 2022 (75ste editie) | - Zahra Amir Ebrahimi                                                             | Holy Spider                                           |
| 2023 (76ste editie) | Merve Dizdar                                                                      | Kuru Otlar Üstüne                                     |
| 2024 (77ste editie) | Adriana Paz Karla Sofía Gascón Selena Gomez Zoe Saldaña                           | Emilia Pérez                                          |
| 2025 (78ste editie) | Nadia Melliti                                                                     | La Petite Dernière                                    |